# Kreuz Bonn-Nord
Het Kreuz Bonn-Nord is een knooppunt in de Duitse deelstaat Noordrijn-Westfalen. Op dit onvolledige klaverbladknooppunt ten noorden van de stad Bonn kruist de A555 (Keulen-Bonn) de A565 (Meckenheim-Bonn).

## Richtingen knooppunt
| Aansluitende wegen                     | Aansluitende wegen | Aansluitende wegen                                        | Aansluitende wegen | Aansluitende wegen                                        |
| -------------------------------------- | ------------------ | --------------------------------------------------------- | ------------------ | --------------------------------------------------------- |
| richting Bornheim / Wesseling Köln-Süd |                    |                                                           |                    | richting Bonn-Beuel / Siegburg / Köln Flughafen Köln-Bonn |
|                                        |                    |                                                           |                    |                                                           |
|                                        |                    |                                                           |                    |                                                           |
|                                        |                    |                                                           |                    |                                                           |
|                                        |                    | richting Bonn-Endenich / Bad Godesberg Koblenz / Altenahr |                    | K1 richting Bonn-Zentrum / -Tannenbusch                   |